# Daimler L 20
Le Daimler L 20 est un avion monoplan, biplace en tandem de sport construit dans les années 1920. C'est le premier avion dessiné par Hanns Klemm à avoir été construit en série.

## Le Daimler L 20
C'était un monoplan à aile basse cantilever en bois entoilé dont le fuselage et la section centrale de voilure étaient réalisés ensemble, les plans externes venant se fixer sur le plan central par 4 boulons. L’empennage était également démontable pour faciliter le transport. Construit(s) en 1923, le ou les prototype(s) furent expérimentés en planeur puis avec divers moteurs : Harley-Davidson de 12 ch, Daimler F6902 (L 20a) et F46756. La production de série débuta en 1924 et plus d'une centaine d'appareils furent construits, souvent désignés Klemm L 20. Cet appareil connut de nombreux succès sportifs, comme une victoire au concours des avions légers de Bruxelles en 1927 et plusieurs records internationaux d'altitude ou de distance.

## Les versions
- L 20A1 : Premier modèle de série, dont la production fut lancée en 1924 avec un moteur Daimler F7502.
- L 20B1 : Modèle apparu en 1925, toujours à moteur F7502.
- L 20B2 : Apparu fin 1925 ce modèle recevait un Salmson 9Ad.
- L 20C1 : Monoplace à envergure réduite de 3 m et moteur F7502.
- L 20C1W : Hydravion monoplace à moteur Daimler F46756.
- L 20C2W : Le précédent avec un Daimler F7502.
- L 20D1 : Monoplace à moteur F7502;
- L 20D1W : Version hydravion du précédent.
- L 20D2W : Un moteur Salmson 9Ad.

## Un tour du monde en solo…
Le 9 août 1928 le baron Friedrich-Karl von König-Warthausen décolla de Berlin pour Moscou à bord d’un L 20B [D-1433] baptisé Kamerad, bien décidé à remporter le prix Hindenburg, offert par le président Paul von Hindenburg pour récompenser le meilleur vol sportif de l’année. Von König-Warthausen avait 22 ans et une vingtaine d’heures solo à bord du monoplan que lui avait offert son père. Cinq jours après son arrivée à Moscou il décida de poursuivre sa route pour Bakou et Téhéran. Il repartit le 23 septembre pour Shiraz, Bushire (où il apprit qu’il avait remporté le prix Hindenburg), Bandar Abbas et Karachi. Le 17 décembre il repartit de Karachi pour Nasirabad, Allahabad et Calcutta. Après avoir effectué quelques réparations sur son avion il redécolla le 5 février pour Singapour, où il se posa le 25 mars après escales à Rangoon et Bangkok. Après avoir gagné Shanghai en bateau, il effectua un vol aller-retour jusqu’à Nankin, puis embarqua pour Kōbe, au Japon, et quitta Yokohama le 25 mai pour Hawaii et San Francisco. Rebaptisé Hünefeld, du nom d’un ami dont von König-Warthausen vient d’apprendre la mort, le Klemm fut à nouveau réparé et remonté à Alameda. Von König-Warthausen devait ensuite traverser les États-Unis en vol via Los Angeles, San Diego, Tucson, El Paso, Dallas, Saint-Louis, Chicago, Détroit, Buffalo et finalement Roosevelt Field, Long Island. Le 15 novembre 1929 il embarqua enfin pour Brême, où il arriva le 21 novembre après un tour de monde remarquable, compte tenu de la fragilité de l’avion utilisé et des équipements de navigation utilisés, même si une partie du voyage fut effectuée par voie maritime. Cet avion est aujourd'hui conservé (partiellement reconstruit) au Mercedes-Benz Museum de Stuttgart.

## …et des retombées américaines
Dans la mouvance de ce périple la firme américaine Aeromarine fit immatriculer sur le registre américain sous la désignation Boland L-20 [867W] un L 20 à moteur Daimler de 20 ch pour évaluation. C’était le début d’une collaboration qui allait conduire à la création d’Aeromarine-Klemm. Plusieurs autres L 20 ont été portés sur le registre américain [4919, 4920, …] sous la désignation Klemm L 20, probablement importés d’Allemagne avant le début des accords entre Klemm et Aeromarine.

## Deux dérivés

### Daimler L 21
En 1925 le journal Berliner Zeitung organisa un concours d’avions de sport devant disposer d’une puissance minimale de 40 ch. Daimler présenta deux L 20 désignés L 21a [D-622] et L 21b [D-623], modifiés pour recevoir deux moteurs Daimler F7502 dans la voilure. Ils remportèrent l’épreuve dans leur catégorie, mais ne donnèrent pas lieu à développement.

### Daimler L 22
Dernier avion produit par la firme Daimler Motorenwerke Gesellschaft, c'était un L 20 expérimental réalisé début 1927. Pour améliorer les performances tout en conservant le moteur F7502, Hanns Klemm dessina un nouveau fuselage de section ovale et caréna l’atterrisseur. Propriété de Klemm, le prototype fut modifié en 1929 pour recevoir un Salmson 9Ad, devenant L22a, puis fut transformé en Klemm KL 22 avec un moteur Hirth HM60 et une cabine fermée.